# هارولد بلومر
هارولد بلومر (بالإنجليزية: Harold Bloomer)‏ هو مبارز بالسيف أمريكي، ولد في 13 سبتمبر 1902 في نيويورك في الولايات المتحدة، وتوفي في 16 سبتمبر 1965 في Riverside, Connecticut ‏ في الولايات المتحدة.

## وصلات خارجية
- هارولد بلومر على موقع أوليمبيديا (الإنجليزية)